# Podocnemis expansa
La tartaruga Arrau (Podocnemis expansa (Schweigger, 1812)), conosciuta anche come la tartaruga acquatica sudamericana, tartaruga gigante sudamericana, tartaruga gigante del rio delle Amazzoni, tartaruga dal collo laterale dell'Arrau, o semplicemente Arrau, è la più grande di tartaruga dal collo laterale (Pleurodira) nonché la più grande tartaruga d'acqua dolce del Sud America. La specie si nutre principalmente di materiale vegetale e tipicamente nidifica in grandi gruppi sulle spiagge. A causa della caccia agli esemplari adulti, la raccolta delle uova, l'inquinamento, la perdita dell'habitat e la costruzione di dighe, la tartaruga Arrau è una specie seriamente minacciata.

## Descrizione

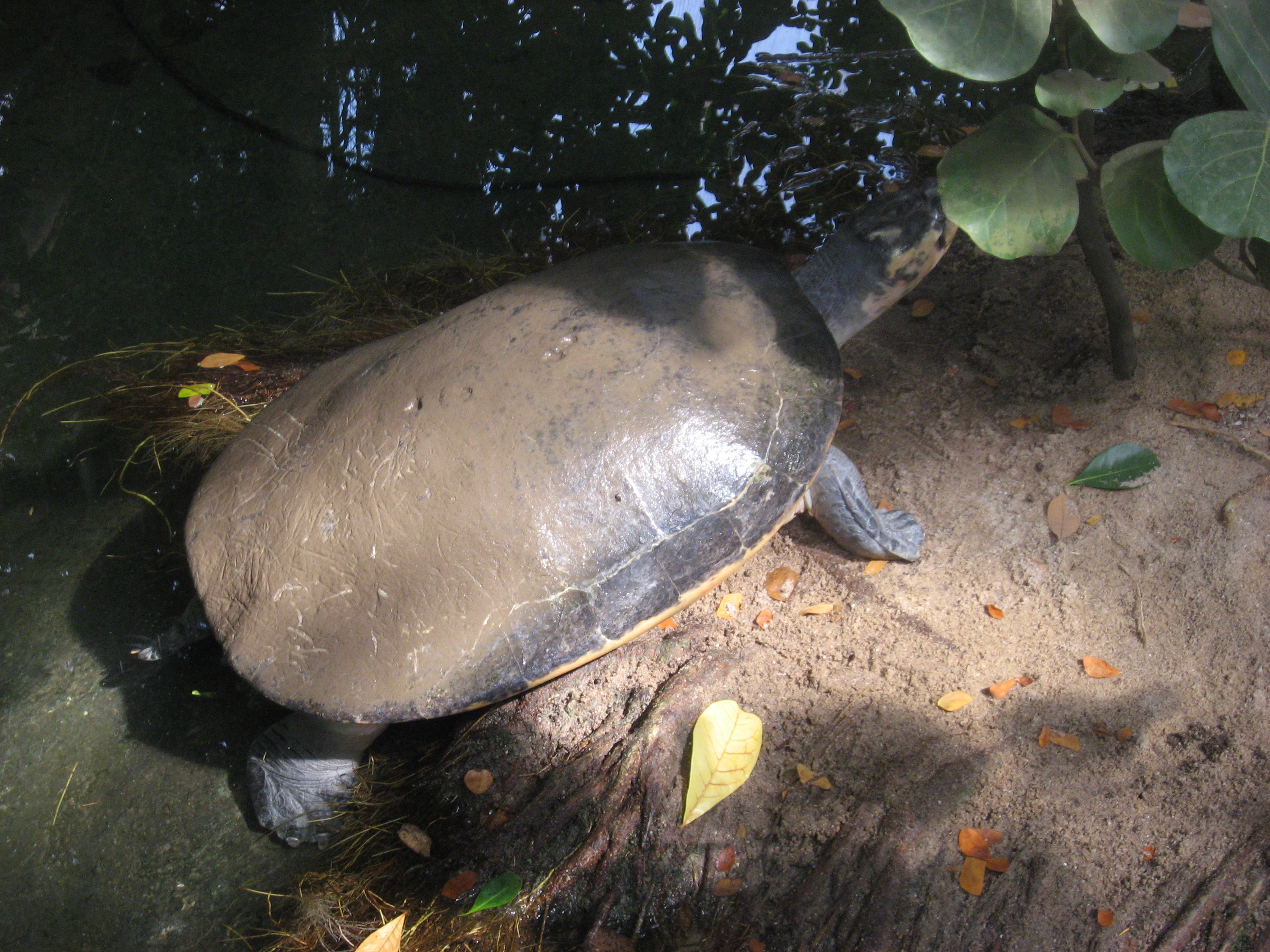
Un adulto allo zoo di Krefeld, Germania

Le tartarughe Arrau sono animali grossi e robusti che possono raggiungere fino a 90 kg (200 libbre) di peso e una lunghezza del carapace fino a 1,07 metri (3,5 piedi). La maggior parte degli individui è considerevolmente più piccola con le femmine adulte che in media raggiungono una lunghezza del carapace di 64–71 centimetri (2,1–2,3 piedi), mentre i maschi, in media, raggiungono i 40–50 centimetri (1,3–1,6 piedi). Oltre a una taglia complessivamente più piccola, i maschi possono essere riconosciuti dalla coda più lunga e dal carapace più diritto rispetto alle femmine. Le tartarughe Arrau hanno una livrea marrone scuro, grigia o verde oliva, mentre il piastrone è più chiaro di colore giallo con strisce nere, sebbene la loro colorazione possa variare a seconda del tipo di alghe che possono crescere sul carapace.

## Distribuzione e habitat
Le tartarughe Arrau sono originarie del bacino dell'Amazzonia, dell'Orinoco ed Essequibo in Brasile, Bolivia, Perù, Ecuador, Colombia, Venezuela e Guyana. A volte, in genere a seguito delle inondazioni, alcuni individui sono arrivati anche a Trinidad. Questi animali vivono in fiumi profondi, stagni, lagune d'acqua dolce e foreste allagate dalle acque bianche, nere o limpide.

## Biologia

### Dieta
Le tartarughe Arrau adulte si nutrono quasi interamente di materiale vegetale come frutti, semi, foglie e alghe, oltre che di una spugna d'acqua dolce che cresce sui tronchi sommersi, uova e carcasse di animali morti. Gli esemplari in cattività si nutrono anche di carne. I giovani, invece, si nutrono principalmente di pesce e materiale vegetale. La specie è attiva principalmente durante il giorno.

### Riproduzione

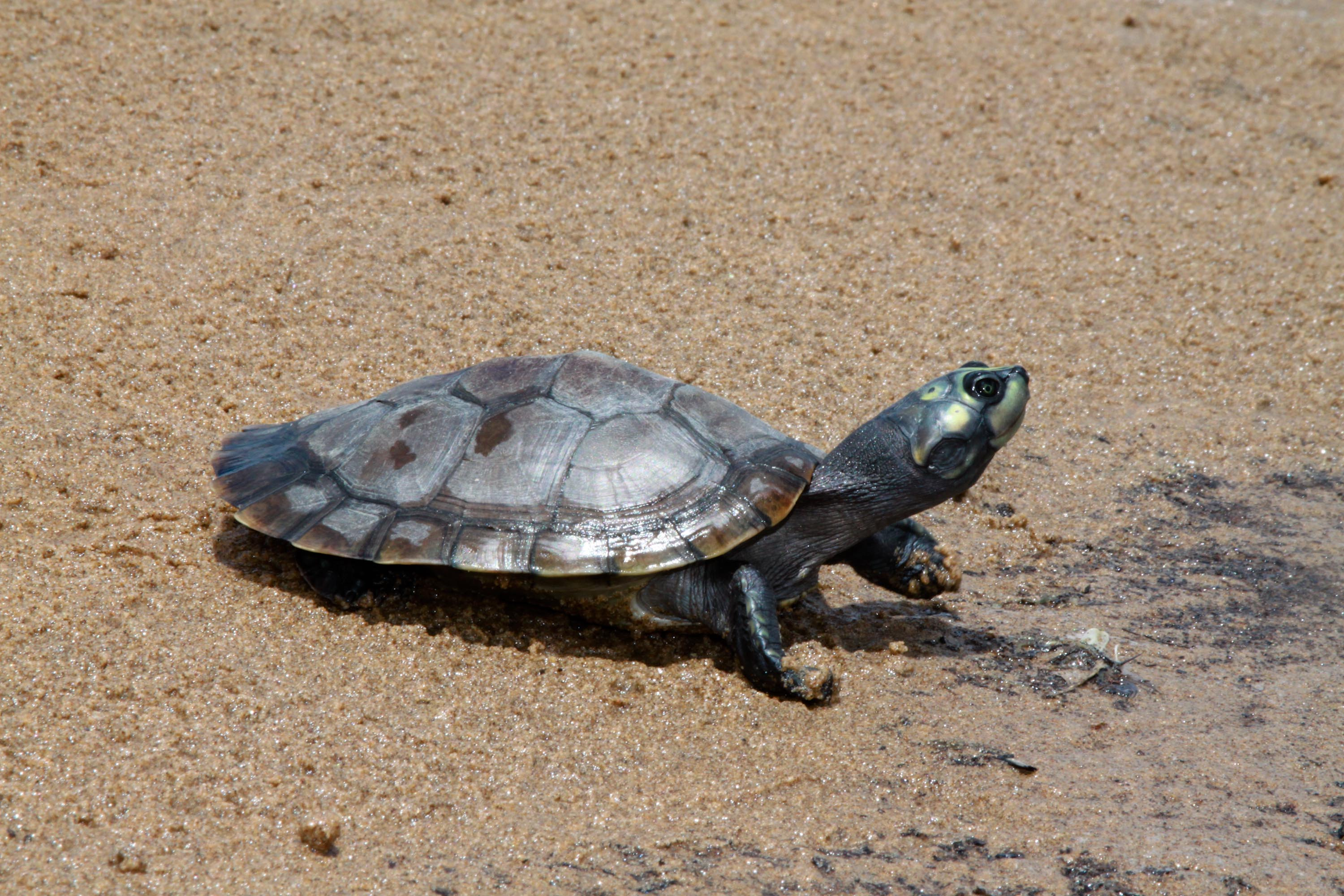
Un giovane in Venezuela

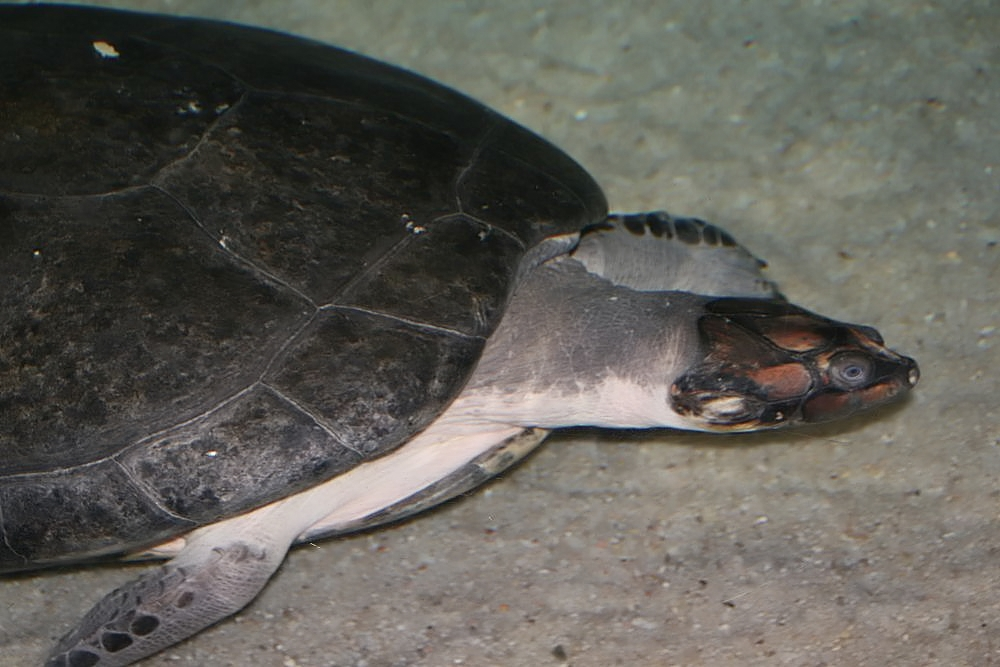
Un esemplare nell'acquario di Baltimora, USA

Quando si avvicina la stagione riproduttiva, le tartarughe Arrau migrano verso determinati siti in cui vengono deposte le uova. In alcune località la nidificazione avviene in grandi gruppi sulle spiagge, il che riduce il rischio rappresentato dai predatori. Alcune spiagge possono ospitare fino a 500 femmine nidificanti. L'accoppiamento avviene in acqua. Durante e subito prima della stagione di nidificazione la specie spesso si crogiola, tipicamente in gruppo. Si sospetta che il calore aggiuntivo acceleri l'ovulazione delle femmine. Quando a terra, la tartaruga Arrau è molto timida e si ritira in acqua al minimo accenno di pericolo. La femmina depone in media 75-123 uova (la media varia a seconda della regione), che vengono deposte durante la notte in un nido profondo 60-80 centimetri (2,0-2,6 piedi) scavato nella spiaggia. Le uova vengono deposte durante la stagione della bassa marea e si schiudono quando l'acqua inizia a salire. Se si alza troppo velocemente o troppo presto, il nido viene allagato ed i piccoli muoiono ancora prima di schiudersi. Finché i nidi non vengono dissotterrati dai predatori, il tasso di successo della schiusa è generalmente alto, con una media dell'83%. Le uova si schiudono dopo circa cinquanta giorni e il sesso dei giovani dipende dalla temperatura del nido (femmine se le temperature sono più elevate, maschi se le temperature sono più basse). Alla schiusa, i piccoli sono lunghi circa 5 centimetri (2 pollici), e appena nati si dirigono immediatamente verso l'acqua, sebbene la predazione da parte dei predatori riduca di molto il numero di giovani che riescono a raggiungere i siti di alimentazione degli adulti (circa il 5%). Durante la schiusa, le femmine emettono suoni che attirano i piccoli; femmine e cuccioli rimarranno insieme per un breve periodo nelle foreste allagate. Le vocalizzazioni sembrano giocare un ruolo importante nella vita sociale di queste tartarughe, e oltre al suono per "connettersi ai cuccioli appena nati", sono stati identificati altri quattro suoni primari durante la stagione della nidificazione: uno usato durante la migrazione, uno prima di crogiolarsi, uno durante la nidificazione notturna e infine uno quando si è in acqua dopo la nidificazione.
Questi animali hanno una vita media di 20 anni o più di vita in natura, mentre in cattività alcuni esemplari sono arrivati fino a 25 anni. Sulla base di alcuni modelli scientifici è stato stimato che gli individui più grandi abbiano forse 80 anni.

## Conservazione

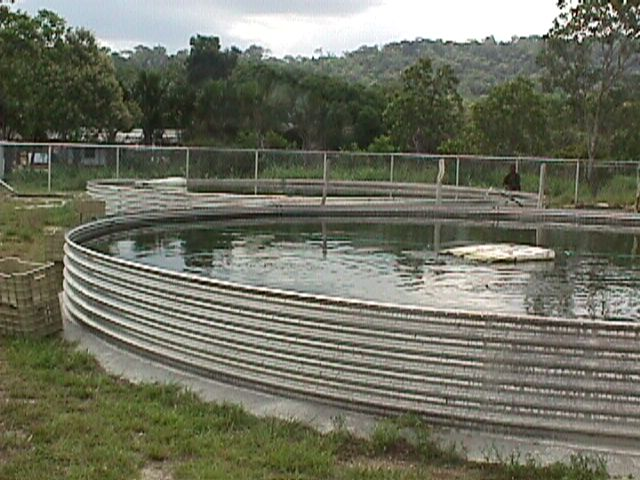
Struttura per l'allevamento di tartarughe Arrau in Venezuela

Nel 1996, l'anno dell'ultima revisione completa, la tartaruga Arrau era molto diffusa e non venne considerata complessivamente minacciata dalla IUCN quell'anno, ma da allora è diminuita drasticamente, e una bozza di revisione da parte della Commissione per la sopravvivenza delle specie dell'IUCN - Tortoise e Freshwater Turtle Specialist Group, nel 2011, ha raccomandato che la specie dovrebbe essere considerata in pericolo critico. La specie cresce e matura lentamente; alcuni studiosi hanno suggerito che le femmine raggiungano la maturità a 4-8 anni, mentre altri suggeriscono circa 17 anni. Il loro comportamento sociale, specialmente in alcune spiagge di nidificazione, rende loro e le loro uova vulnerabili agli esseri umani. Oltre a essere utilizzate come cibo, a volte vengono utilizzate anche nella medicina tradizionale. Nelle principali spiagge di nidificazione conosciute, si stima che il numero di nidi sia sceso da 34 000 nel 1963, a 4 700 nel 1981. Solo nel fiume Orinoco centrale, si stima che fino a 330 000 femmine nidificassero nel 1800, ma meno della metà di questo numero è tornato a nidificare nel 1945, e all'inizio degli anni 2000, il numero era sceso a 700–1 300. Oltre alla caccia e alla raccolta delle uova, le minacce principali per la sopravvivenza di queste tartarughe includono l'inquinamento, la perdita dell'habitat e la costruzione di dighe, che possono causare l'allagamento dei siti di nidificazione. Diversi paesi nella loro distribuzione geografica hanno implementato leggi che proteggono la specie, ma la caccia e la raccolta delle uova (anche se illegali) continuano. Sono stati avviati numerosi progetti di conservazione. Ad esempio, in Brasile 54 spiagge di nidificazione sono ora protette, in Colombia le spiagge utilizzate da più di 1 000 femmine sono ora protette, e dalla metà degli anni 1990 migliaia di uova sono state raccolte in Venezuela per un'incubazione sicura, e una schiusa in cui più cuccioli possibili superassero il periodo più pericoloso, per poi venire rilasciati in natura. Tutte le specie del genere Podocnemis sono elencate nell'appendice II della CITES.
Questi animali anno una crescita lenta che limita il loro potenziale riproduttivo per i principali allevamenti commerciali di tartarughe. Tuttavia, circa 880 000 tartarughe di varie specie sono state tenute in 92 allevamenti (sia quelli commerciali sia quelli a scopo di conservazione), nel 2004, solo che in Brasile, e alcuni di questi tengono le tartarughe Arrau, anche in sistemi di allevamento semi-intensivi.